# إيما فورمان
إيما كيت فورمان (بالإنجليزية: Emma Fuhrmann) من مواليد (15 سبتمبر 2001) ممثلة أمريكية.

## سيرة شخصية
ولدت فورمان في دالاس ، تكساس وهي مؤيدية قوية لجمعية الزهايمر وكانت أحد أبطال المشاهير منذ 2011. كما أنها تدعم العائلات العسكرية الأمريكية من خلال حملة التمهيد. إنها تجعل هدفها دائمًا رد الجميل للمجتمع الذي تصوّر فيه أفلامها.  تعمل إيما أيضًا مع مرضى السرطان في مستشفى كوك للأطفال في فورت وورث بولاية تكساس وهي داعمة قوية لـ جنتل بارن وهو ملاذ في كاليفورنيا للحيوانات المعتدى عليها، وكذلك جمعية الرفق بالحيوان في الولايات المتحدة. خلال مقابلات مختلفة في عام 2013 تحدثت فورمان البالغة من العمر 11 عامًا عن كونها رياضية للغاية منها سباحة في الصيف والتزلج على المنحدرات في الشتاء. في ذلك الوقت قالت أيضًا إنها تحب الموضة وتصميم ملابسها الخاصة، وتأمل أن تكون لها علامة خاصة بها عندما تكبر. تعاونت مع جمال زهرة درو باريمور في يوليو 2013 للترويج لخط الماكياج الخاص بها للفئة السكانية في سن المراهقة.

## أعمال

### افلام
| عام  | عنوان                      | وظيفة            | ملاحظات   |
| ---- | -------------------------- | ---------------- | --------- |
| 2009 | الأخوات فاندانغو           | ليل تيفاني       |           |
| 2010 | أمنية إيما                 | راقصة            | فيلم قصير |
| 2011 | مربى التوت                 | بايتون ماك ميرفي | فيلم قصير |
| 2012 | هل نستمع؟                  | اشلي             | فيلم قصير |
| 2012 | سشيشسي                     | فينيجان أونيل    |           |
| 2014 | ممزوج                      | إسبن فريدمان     |           |
| 2015 | فقد بالشمس                 | ارتفع            |           |
| 2017 | اتبعت الفتاة               | ريجان ليندستروم  |           |
| 2019 | المنتقمون: نهاية اللعبة    | كاسي لانج        |           |
| 2020 | سكاي ويست أند كروكيد       | كانديس           | فيلم قصير |
| 2020 | الفتوة الإلكترونية القاتلة | بياتريس كيرك     |           |

### تلفزيون
| عام  | عنوان               | وظيفة          | ملاحظات                  |
| ---- | ------------------- | -------------- | ------------------------ |
| 2010 | مطاردة              | سيسي بيل       | الحلقة: الطيار           |
| 2010 | الصالحون            | ضابط صغير      | الحلقة: أشياء صغيرة      |
| 2011 | رئيس المشتبه به     | أماندا باترسون | الحلقة: تحت الماء        |
| 2012 | صباح الخير يا تكساس | نفسها          |                          |
| 2014 | البيت و العائلة     | نفسها          |                          |
| 2018 | حريق شيكاجو         | إيريكا بالارد  | الحلقة: ما الذي سيحدد لك |

## روابط خارجية
- Official Web Page
- إيما فورمان على موقع IMDb (الإنجليزية)
- إيما فورمان على موقع روتن توميتوز (الإنجليزية)
- إيما فورمان على موقع ألو سيني (الفرنسية)
- إيما فورمان على موقع أول موفي (الإنجليزية)
- إيما فورمان على موقع قاعدة بيانات الأفلام السويدية (السويدية)
- إيما فورمان على موقع قاعدة بيانات الفيلم (الإنجليزية)
- إيما فورمان على موقع كينوبويسك (الروسية)